# ملبورن بارك
ملبورن بارك (بالإنجليزية: Melbourne Park)‏ هو مكان رياضي في منطقة ملبورن للرياضة والترفيه في ملبورن، فيكتوريا، أستراليا.